# Defensa húngara
|       |       |       |       |       |       |       |       |       |  |
|       | a8 rd | b8    | c8 bd | d8 qd | e8 kd | f8    | g8 nd | h8 rd |  |
| a7 pd | b7 pd | c7 pd | d7 pd | e7 bd | f7 pd | g7 pd | h7 pd |       |  |
| a6    | b6    | c6 nd | d6    | e6    | f6    | g6    | h6    |       |  |
| a5    | b5    | c5    | d5    | e5 pd | f5    | g5    | h5    |       |  |
| a4    | b4    | c4 bl | d4    | e4 pl | f4    | g4    | h4    |       |  |
| a3    | b3    | c3    | d3    | e3    | f3 nl | g3    | h3    |       |  |
| a2 pl | b2 pl | c2 pl | d2 pl | e2    | f2 pl | g2 pl | h2 pl |       |  |
| a1 rl | b1 nl | c1 bl | d1 ql | e1 kl | f1    | g1    | h1 rl |       |  |
|       |       |       |       |       |       |       |       |       |  |

La Defensa húngara (ECO C50) es una de las formas más efectivas de evitar las complicaciones de la Apertura italiana y del Ataque Fegatello de la Defensa de los dos caballos. Las negras asumen un juego restringido, pero carente de debilidades. Para las negras es fundamental mantener un peón en e5. Con un buen juego las negras aspiran a tablas, pero los jugadores blancos que no conocen la defensa suelen lanzar ataques precipitados y quedan inferiores.
Línea principal
1.e4 e5

2.Cf3 Cc6

3.Ac4 Ae7
La continuación normal es:
1.e4 e5 2.Cf3 Cc6 3.Ac4 Ae7 4.d4 d6 5.Cc3
1.e4 e5 2.Cf3 Cc6 3.Ac4 Ae7 4.d4 d6 5.d5 Cb8 6.Ad3 Cf6 7.c4 O-O 8.h3 Cbd7 9.Cc3 Cc5 10.Ac2 a5 11.O-O Ad7 Variante cerrada.
1.e4 e5 2.Cf3 Cc6 3.Ac4 Ae7 4.d4 d6 5.d5 Cb8 6.Ae3 Ag4 7.h3 Axf3 8.Dxf3 Ag5 y el negro cambia el alfil de las casillas en la que están los peones.
1.e4 e5 2.Cf3 Cc6 3.Ac4 Ae7 4.d4 d6 5.dxe5 dxe5 6.Dxd8+ Axd8 7.Cc3 f6 Variante abierta, en la que el blanco intentará doblar torres en la columna d.
También es posible:
1.e4 e5 2.Cf3 Cc6 3.Ac4 Ae7 4.d4 exd4 5.Cxd4 d6 6.O-O Cf6 7.Cc3 O-O y las blancas tienen mejor centro
1.e4 e5 2.Cf3 Cc6 3.Ac4 Ae7 4.d4 exd4 5.c3 Cf6 6.e5 Ce4 Variante Tartakower
Aquí hay que tener cuidado con una conocida celada:
1.e4 e5 2.Cf3 Cc6 3.Ac4 Cd4 4.Cxe5? Dg5 5.Cxf7?? Dxg2 6.Tf1 Dxe4+ 7.Ae2 Cf3++ pero esto se aparta de la Defensa húngara y el negro queda peor si 4.Cxd4 exd4